# Rhabdamoeba marina
Rhabdamoeba marina is een soort in de taxonomische indeling van de Amoebozoa. Deze micro-organismen hebben geen vaste vorm en hebben schijnvoetjes. Met deze schijnvoetjes kunnen ze voortbewegen en zich voeden. Het organisme komt uit het geslacht Rhabdamoeba. Rhabdamoeba marina werd in 1921 ontdekt door Dunkerly.